# Воля Яворова
Воля Яворова (пол. Wola Jaworowa)  — колишній присілок села Сенькова Воля у Підкарпатському воєводстві Республіка Польща, Сяноцького повіту, гміна Буківсько. 

## Розташування
Знаходилася на берегах річки Сяночок за 2 км на від Буківсько, 14 км на захід від Сяніка, 621 км на південь від Ряшева.

## Походження назви
Назва свідчить про заснування в пізніші часи — часи кріпацтва, коли новозасновані села на відміну від старих сіл отримували період звільнення від феодальних повинностей і назву «Воля» з додатком імені власника-феодала.

## Історія
Перша згадка припадає на 1479 р. До 1772 р. Воля Яворова входила до складу Сяноцької землі Руського воєводства Речі Посполитої. З 1772 до 1918 року — у межах Сяніцького повіту Королівства Галичини та Володимирії монархії Габсбургів (з 1867 року Австро-Угорщини). У міжвоєнний час село входило до Сяніцького повіту Львівського воєводства.
У 1882 р. у Волі Яворовій було 267 мешканців (213 грекокатоликів і 54 римокатолика).
З 4 серпня 1944 року понад місяць тривали бої в околицях, поки 16 вересня село не було зайняте Чехословацьким армійським корпусом.
Після війни частину українського населення в 1944—1946 р. виселено до СРСР. Решту тероризували і вбивали польське військо і банди поляків, вцілілих (78 осіб) було зігнано Польським військом до гетто в Буківську, а далі через станцію Писарівці депортовано в ході операції «Вісла» 28.04-10.05.1947 на північні понімецькі землі.